# Acontias rieppeli
Acontias rieppeli is een hagedis uit de familie skinken (Scincidae).

## Naamgeving
De skink werd oorspronkelijk beschreven door Richard Sternfeld in 1912 onder de naam Acontophiops lineatus en behoorde lange tijd tot het geslacht Acontophiops. Dit geslacht werd later gesynonimiseerd met het geslacht Acontias, waardoor de naam zou veranderen in Acontias lineatus. Er was echter al een Acontias- soort met deze soortaanduiding, waardoor er een nieuwe naam moest worden verzonnen. Deze nieuwe naam werd in 2010 geïntroduceerd door Trip Lamb, Sayantan Biswas en Aaron Matthew Bauer. De soortaanduiding rieppeli is een eerbetoon aan Olivier C. Rieppel.
In de Zuid-Afrikaanse taal wordt de naam Woodbush pootlose gladde akkedis gebruikt.

## Levenswijze
Net als andere skinken uit het geslacht reuzengraafskinken (Acontias) heeft de hagedis geen poten. De hagedis graaft holen in de grond en is tot op een diepte van twintig centimeter te vinden. Als het dier niet graaft schuilt het vaak onder stenen.
De soort is eierlevendbarend; de jongen komen volledig ontwikkeld ter wereld en niet in een ei.

## Verspreiding en habitat
Acontias rieppeli komt voor in Afrika en leeft endemisch in Zuid-Afrika, alleen in de noordelijk gelegen provincie Limpopo.
De habitat bestaat uit enigszins vochtige delen van graslanden en bosranden. De skink is ook in de buurt van door de mens aangepaste streken zoals dennenplantages te vinden. De hagedis is aangetroffen op een hoogte van 1600 tot 2000 meter boven zeeniveau.
Door de internationale natuurbeschermingsorganisatie IUCN wordt de skink als 'bedreigd' beschouwd (Endangered of EN). Het areaal beslaat een oppervlakte van nog geen 300 vierkante kilometer (283), waardoor de soort kwetsbaar is.